# Myrmecaelurus neuralis
Myrmecaelurus neuralis är en insektsart som beskrevs av Navás 1913. Myrmecaelurus neuralis ingår i släktet Myrmecaelurus och familjen myrlejonsländor. Inga underarter finns listade i Catalogue of Life.